# Heiner Ellebracht
Heiner Ellebracht (* 1955 in Essen) ist ein deutscher Autor, Organisationsberater, Coach und Trainer.

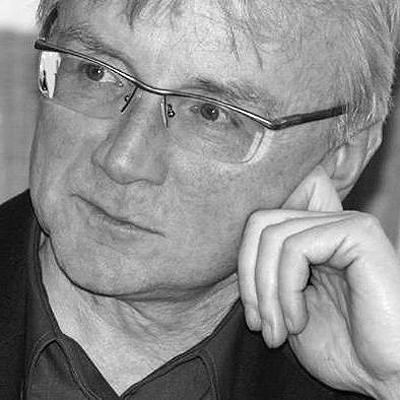
Heiner Ellebracht

## Leben
Heiner Ellebracht wuchs in Essen auf und studierte Medizin und Romanistik an den Universitäten Kiel, Düsseldorf und Essen, wo er 1988 zum Dr. med. promoviert wurde. Während seines Studiums war er im Rahmen eines Entwicklungsprojektes in Kolumbien tätig. Zwischen 1983 und 1991 war er zunächst in Ausbildung zum und anschließend in Tätigkeit als Facharzt für Kinder- und Jugendpsychiatrie und -psychotherapie in Datteln, Dortmund und als Oberarzt in Bochum. Dabei war er insbesondere für Klinikaufbau und Konzeptentwicklung verantwortlich. Parallel ließ er sich zum Systemtherapeuten in Weinheim und Mailand ausbilden. Seit 1990 ist Heiner Ellebracht Lehrtherapeut (SG) und Lehrender Supervisor (SG) zertifiziert durch die Systemische Gesellschaft (SG) – Deutscher Verband für systemische Forschung, Therapie, Supervision und Beratung. Gemeinsam mit Gisela Osterhold und Gerhard Lenz führte er zwischen 1985 und 1991 eine Forschungspraxis für Familientherapie in Heidelberg, gründete 1989 das europäische Netzwerk eurosysteam und 1991 die systemische Organisations- und Unternehmensberatung eurosysteam GmbH.
Seitdem ist Heiner Ellebracht tätig als Coach und Consultant in Unternehmen und Organisationen, Spezialist für Change Management, Veränderung der Unternehmenskultur, Führungs- und Teamentwicklung sowie Krisen-, Konflikt- und Stressmanagement. Er coacht vor allem Führungskräfte des Top und Mittleren Managements aus Wirtschaft und Politik durch einen umfassenden Ansatz der Persönlichkeitsentwicklung. Er lehrt systemisches Denken und Handeln in der Führungskräfteentwicklung sowie in der Organisations- und Unternehmensberatung.
In seinen Publikationen stellt Heiner Ellebracht Ansätze, Verfahren und Praktiken der systemischen Organisations-Entwicklung und Beratung vor.

## Monographien
- Gerhard Lenz, Gisela Osterhold, Heiner Ellebracht: Erstarrte Beziehungen – heilendes Chaos. Einführung in die systemische Paartherapie und -beratung. Herder Verlag, Freiburg/Basel/Wien 2000, ISBN 3-451-04876-0.
- Rainer Paust, Heiner Ellebracht: Selbstbewusst mit Diabetes – Motivation, Selbstvertrauen, Kraftquellen. Kirchheim, Mainz 2004, ISBN 3-87409-378-6.
- Gerhard Lenz, Heiner Ellebracht, Gisela Osterhold: Vom Chef zum Coach – der Weg zu einer neuen Führungskultur. Gabler Verlag, Wiesbaden 1998, ISBN 3-409-18995-5.
- Gerhard Lenz, Heiner Ellebracht, Gisela Osterhold: Coaching als Führungsprinzip. Persönlichkeit und Performance entwickeln. Gabler Verlag, Wiesbaden 2007, ISBN 978-3-8349-0522-2.
- Heiner Ellebracht, Gerhard Lenz, Gisela Osterhold: Systemische Organisations- und Unternehmensberatung. Praxishandbuch für Berater und Führungskräfte. 4., überarbeitete Auflage. Gabler Verlag, Wiesbaden 2011, ISBN 978-3-8349-2839-9.